# Ahn Eak-tae
Dans ce nom coréen, le nom de famille, Ahn, précède le nom personnel.
Pour les articles homonymes, voir Ahn.
Ahn Eak-tai (안익태, 安益泰 , 1906-1965) est un compositeur de musique classique et un chef d'orchestre né en Corée. Il est l'auteur de la musique de l'Aegukga, l'hymne national de la Corée du Sud.

## Biographie
Ahn est né le 5 décembre 1906 à Pyongyang dans une famille aisée. Collégien, il participe au Soulèvement du 1er Mars 1919 pour obtenir l'indépendance de la Corée qui avait été annexée par le Japon. Expulsé de son école, il part continuer ses études à Tokyo au collège Seisoku puis à l'école de musique de Kunitachi. Il réside à l'étranger à partir de 1930, d'abord aux États-Unis puis en Europe (Vienne, Budapest) où il termine son œuvre majeure, la Symphonie fantaisie coréenne en 1937 dont l'Aegukga constitue le final. Ce dernier est adopté comme hymne national en 1948 lors de l'indépendance de la Corée du Sud. 
Pendant la Seconde Guerre mondiale, Ahn a l'occasion de diriger de nombreux orchestres, d'abord l'orchestre philharmonique de Berlin puis celui de Rome et enfin l'orchestre de Paris. Cependant, à la libération, il doit quitter cette ville et part en Espagne où il rencontre sa femme, Lolita Talavera et fonde l'orchestre symphonique de Mallorca. Il retourne en Corée en 1955 où il travaille pour l'orchestre philharmonique de Séoul et partage dès lors son temps entre la Corée et l'Espagne. Il meurt en Espagne le 16 septembre 1965. 

## Référence
- Les Coréens dans l'histoire, « Ahn Eak-tai, compositeur de l’hymne national coréen  », KBSworld, le 2 juin 2011.